# Porte de Clichy (stanice metra v Paříži)

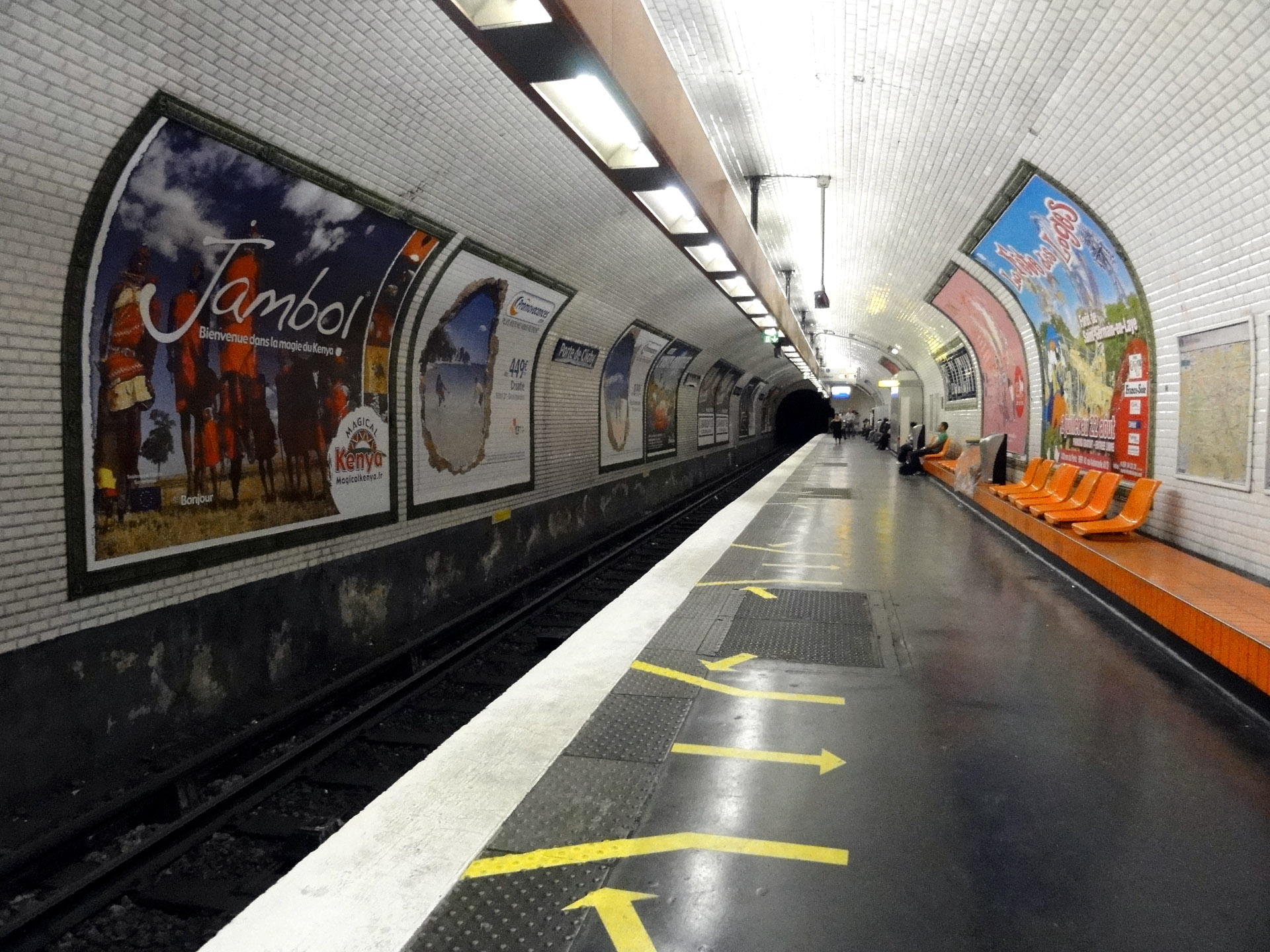
nástupiště linky 13

Porte de Clichy je přestupní stanice pařížského metra na linkách 13 a 14 v 17. obvodu v Paříži. Nachází se na křižovatce ulic Avenue de Clichy, Avenue de la Porte de Clichy, Boulevard Berthier a Boulevard Bessières. Je zde možno přestoupit také na tramvajovou linku T3b.

## Historie
Stanice byla otevřena 20. ledna 1912, když sem byla ze stanice La Fourche prodloužena severovýchodní větev tehdejší linky B. Do 3. května 1980 sloužila jako konečná stanice.
Od 29. září 1991 je umožněn přestup na linku RER C na stejnojmenné stanici.
V roce 2020 sem byla prodloužena linka metra 14.

## Název
Jméno stanice je odvozeno od názvu staré brány, kterou vedla silnice do města Clichy.